# President de Guinea Conakry
El President de la República de Guinea és la denominació del cap d'estat de Guinea.

## Presidents de la República de Guinea
| No. (Rep.) | Fotografia             | Nom                                               | Inici                  | Fi                     | Partit                |
| ---------- | ---------------------- | ------------------------------------------------- | ---------------------- | ---------------------- | --------------------- |
| 1.         | Ahmed Sékou Touré      | Ahmed Sékou Touré (1922-1984)                     | 2 d'octubre de 1958    | 26 de març de 1984     | PDG-RDA               |
| -          | Louis Lansana Beavogui | Louis Lansana Beavogui (Interinament) (1923-1984) | 26 de març de 1984     | 3 d'abril de 1984      | PDG-RDA               |
| 2.         | Lansana Conté          | Lansana Conté (1934-2008)                         | 3 d'abril de 1984      | 22 de desembre de 2008 | Militar/PUP           |
| -          |                        | Aboubacar Somparé (Interinament) (*1944)          | 22 de desembre de 2008 | 24 de desembre de 2008 | PUP                   |
| 3.         | Moussa Dadis Camara    | Moussa Dadis Camara (*1964)                       | 24 de desembre de 2008 | 3 de desembre de 2009  | Independent (Militar) |
| -          |                        | Sékouba Konaté (Interinament) (*1964)             | 3 de desembre de 2009  | 21 de desembre de 2010 | Independent (Militar) |
| 4.         | Moussa Dadis Camara    | Alpha Condé¹ (*1938)                              | 21 de desembre de 2010 | actualitat             | RPG                   |